# ポール・ミルドレン
ポール・フランク・ミルドレン（Paul Frank Mildren, 1984年5月3日 - ）は、オーストラリア連邦南オーストラリア州アデレード出身の元プロ野球選手（投手）。左投右打。

## 経歴
2001年にフロリダ・マーリンズと契約。2002年にルーキー級ガルフ・コーストリーグ（GCL）のGCLマーリンズでプロデビュー。
2005年は傘下A+級ジュピター・ハンマーヘッズで10勝3敗、防御率3.08という好成績を残し、A+級フロリダ・ステート・リーグのオールスターゲームのメンバーにも選出された。
2006年は傘下AA級カロライナ・マドキャッツで10勝10敗、防御率4.14という成績を残した。またこの年開催された第1回ワールド・ベースボール・クラシック（WBC）にオーストラリア代表として出場を果たした。
2007年はAAA級アルバカーキ・アイソトープスに昇格し、またマーリンズの40人枠入りを果たした。しかしメジャー昇格の機会がないまま、シーズン途中にウェイバー公示を経てカンザスシティ・ロイヤルズに移籍した。移籍後はAAA級オマハ・ロイヤルズに在籍した。この年は2球団合計で6勝8敗、防御率6.28という成績に終わった。
2008年はマイナー3球団（A+級、AA級、AAA級）3球団で2勝13敗という成績に終わり、この年限りでロイヤルズを退団した。
2009年1月にピッツバーグ・パイレーツとマイナー契約を結んだ。また3月に開催された第2回WBCにオーストラリア代表として出場した。開幕はA+級リンチバーグ・ヒルキャッツで迎え、27試合に登板したが、3勝6敗、防御率5.77という成績に終わり、8月12日に自由契約となった。
2010年はフランスの野球リーグであるディヴィジオン・アンのサヴィニー＝シュル＝オルジュ・ライオンズでプレー。
その後は、2010/2011シーズンから2012/2013シーズンまで故郷であるアデレードに本拠地を置くオーストラリアン・ベースボールリーグ（ABL）のアデレード・バイトに3シーズン所属し、現役を引退した。
現役引退後は南オーストラリア州で高校の体育教師を務めている。

## プレースタイル・人物
マイナーで2年連続二桁勝利を挙げるなど豪州期待の本格派左腕だった。140km/h台の速球とチェンジアップが主な持ち球である。

## 詳細情報

### 代表歴
- 2006 ワールド・ベースボール・クラシック・オーストラリア代表
- 2009 ワールド・ベースボール・クラシック・オーストラリア代表